# Караканский угольный разрез
Караканский угольный разрез расположен в северо-восточной части Ерунаковского геолого-экономического района Кузбасса, в 35 км от города Белово. Занимает северо-западную часть Караканской синклинали Караканского месторождения.

## О предприятии
Караканский угольный разрез принял к отработке пласты Kl, К2, К2а, К2-К2а и КЗ суммарной мощностью 52,7 м.
Продукция — угли энергетические марки Д (средняя зольность 7,6-15,4 %, сера 0,17-0,32, теплота сгорания 4700 Ккал/кг).
Участок отрабатывается по комбинированной схеме: бестранспортная — в центральной и южной части поля с углами падения пластов менее 13 градусов; транспортная — в северной части поля с углами падения пластов свыше 13 градусов и по подготовке фронта работ для бестранспортной отработки (вывоз рыхлых отложений и навалов).
Уголь транспортируется через северную и южную въездные траншеи на угольный склад, расположенный в 2 км от участка горных работ на станции «Черемшанка», где производится экскаваторная погрузка угля в ж/д вагоны на двух погрузочных тупиках. Вскрышные породы размещаются во внутренние отвалы. Текущий коэффициент вскрыши — 3,5.
Максимальная добыча достигнута в 1987 году — 2436,4 тыс. тонн угля.
В 2005 году добыча составила 2 161,4 тыс. тонн.
Для горняков и их семей силами разреза построен парк отдыха в пос. Новый Каракан

## История
- Решение о строительстве участка разреза «Колмогоровский» на поле Караканского месторождения было принято в 1979 году.
- В 1982 году сдан первый пусковой комплекс участка.
- В 1984 году создан разрез «Колмогоровский-2». Добыча в первый год работы составила 916 тысяч тонн угля. В следующем году было добыто уже 2 000 000 тонн.
- В 1992 году на базе разреза «Колмогоровский-2» и Караканской автобазы образовано государственное предприятие по добыче угля - разрез «Караканский».
- В 1993 году на разрезе добыта 20-миллионная тонна с начала освоения месторождения.

Решением Комитета по управлению государственным имуществом администрации Кемеровской области предприятие преобразовано в ОАО «Разрез Караканский».
- В 2001 году сданы в эксплуатацию построенные силами разреза ж\д путь и станция Черемшанка, откуда первый состав с углем отправился в Чеченскую республику на восстановление разрушенного хозяйства.
- В октябре 2003 года предприятие реорганизовано в филиал «Караканский угольный разрез» ОАО «Угольная компания «Кузбассразрезуголь».
- 21 июля 2004 г. разрез выдал на-гора 40-миллионную тонну угля со дня первой добычи.

## Интересные факты
Структуры Краснянского Георгия в марте 2010 года начали добывать уголь на Караканском месторождении 